# Петроио
Петроио је насеље у Италији у округу Сијена, региону Тоскана.
Према процени из 2011. у насељу је живело 287 становника. Насеље се налази на надморској висини од 460 м.